# Maria la maléfique
Pour plus de détails, voir Fiche technique et Distribution.
Maria la maléfique (Die tödliche Maria) est un film allemand de Tom Tykwer sorti en 1994. Il s'agit de son premier long métrage.
On trouve parfois dans la littérature consacrée à Tom Tykwer le titre francisé en Mortelle Maria.

## Synopsis
Entourée par un mari abusif et un père dur, Maria essaie de s'extraire de sa condition.

## Fiche technique
- Titre : Maria la maléfique
- Titre original : Die tödliche Maria
- Réalisation : Tom Tykwer
- Scénario : Tom Tykwer et Christiane Voss
- Musique : Klaus Garternicht et Tom Tykwer
- Photographie : Frank Griebe
- Montage : Katja Dringenberg
- Production : Stefan Arndt et Tom Tykwer
- Société de production : Liebesfilm et ZDF
- Pays :  Allemagne
- Genre : Drame, thriller et fantastique
- Durée : 106 minutes
- Dates de sortie : 
  -  Allemagne : 1993 (Festival international du film de Hof), 3 février 1994

## Distribution
- Nina Petri : Maria
- Katja Studt : Maria à 16 ans
- Juliane Heinemann : Maria à 10 ans
- Josef Bierbichler : le père de Maria
- Peter Franke : Heinz
- Jean Maeser : Heinz à 26 ans
- Joachim Król : Dieter
- RP Kahl : Juergen
- Renate Usko : Mme. Dahlbach
- Georg Winterfeld : Ernst
- Tom Spiess : Bernhard
- Nada Daniels : Lydia